# Quai des blondes
Pour plus de détails, voir Fiche technique et Distribution.
Quai des blondes est un film français réalisé par Paul Cadéac et sorti en 1954.

## Synopsis
Jacques Fenner, ex-officier de marine, est le chef de contrebandiers qui sévissent entre Marseille et le Maroc. Spécialisée dans le trafic de cigarettes américaines, la bande est confrontée à un malfrat américain qui voudrait régenter le marché. C’est sans compter sur la perspicacité de Fenner, ainsi que l’effet de son charme qui va lui valoir le concours de deux jolies femmes…
Avec un titre jouant sur les deux registres, le film évoque en sourdine la traite des Blanches entre Marseille et Tanger.

## Fiche technique
- Titre : Quai des blondes
- Titre original : Quai des blondes
- Réalisation : Paul Cadéac
- Scénario : Michel Audiard, Paul Cadéac et Pierre Foucaud
- Dialogues : Michel Audiard
- Musique : Jean Marion, Jerry Mengo
- Photographie : Marcel Grignon
- Son : René-Christian Forget
- Décors : Lucien Carré
- Montage : Roger Dwyre
- Pays d'origine :  France
- Langue de tournage : français
- Producteur : André Hunebelle
- Sociétés de production : Hunebelle, Production Artistique et Cinématographique, Pathé Cinéma
- Société de distribution : Pathé Distribution
- Format : couleur par Gevacolor — 1.37:1 — son monophonique — 35 mm
- Genre : film policier
- Durée : 80 minutes
- Date de sortie : France - 7 avril 1954
- Affiche : Jean Mascii (France)

## Distribution
- Michel Auclair : Jacques Fenner
- Barbara Laage : Barbara
- Madeleine LeBeau : Nelly
- Dario Moreno : Lucky
- John Kitzmiller : Michel
- Henri Arius : le capitaine de l'Atlanta
- Maurice Biraud : Laurent
- René Blancard : le commissaire Brochant
- Georges Chamarat : Maître Chanu
- Jacques Dynam : Dominique
- André Valmy : Marco
- Robert Hossein : Chemise Rose
- Giani Esposito : un tueur
- Paul Demange : un client
- Paul Bisciglia : le chasseur de l'hôtel
- André Clavé